# كريستوف غروندن
كريستوف غروندن (2 سبتمبر 1983 بتولوز في فرنسا - ) (بالفرنسية: Christophe Grondin)‏ هو لاعب كرة قدم فرنسي في مركز الوسط. لعب مع برمنغهام سيتي وسيركل بروج ونادي الفيصلي ونادي تولوز ونادي غينت وK.S.K. Ronse ‏.

## وصلات خارجية
- كريستوف غروندن على موقع قاعدة بيانات كرة القدم.إي يو (الإنجليزية)
- كريستوف غروندن على موقع عالم كرة القدم.نت (الإنجليزية)